# Xenaspis formosae
Xenaspis formosae är en tvåvingeart som beskrevs av Friedrich Georg Hendel 1914. Xenaspis formosae ingår i släktet Xenaspis och familjen bredmunsflugor.
Artens utbredningsområde är Taiwan. Inga underarter finns listade i Catalogue of Life.